# Scotopteryx nigrolineata
Scotopteryx nigrolineata là một loài bướm đêm trong họ Geometridae.